# Metaxycera
Metaxycera là một chi bọ cánh cứng trong họ Chrysomelidae.
Chi này được miêu tả khoa học năm 1864 bởi Baly.

## Các loài
Các loài trong chi này gồm:
- Metaxycera amazona Baly, 1864
- Metaxycera basithorax Pic, 1931
- Metaxycera donckieri Pic, 1932
- Metaxycera nigripennis Weise, 1910
- Metaxycera particularis Pic, 1932
- Metaxycera purpurata Guérin-Méneville, 1844
- Metaxycera quadriguttata Waterhouse, 1881
- Metaxycera rubroguttata Baly, 1864
- Metaxycera sexpustulata Baly, 1864
- Metaxycera sinuatevittata Pic, 1932
- Metaxycera subapicalis Pic, 1931
- Metaxycera trimaculata (Olivier, 1808)